# Rough Cut
Rough Cut is een Amerikaanse misdaadfilm uit 1980 onder regie van Don Siegel.

## Verhaal
De crimineel Jack Rhodes bereidt de diefstal voor van enkele kostbare juwelen. Hij laat bovendien zijn oog vallen op de mooie Gillian Bromley, die deel uitmaakt van zijn bende. Hoofdinspecteur Cyril Willis chanteert Gillian en dreigt haar te vervolgen, als ze hem niet helpt om Rhodes te vangen. Dat zou de kroon moeten worden op het werk van Willis, die binnenkort met pensioen vertrekt.

## Rolverdeling
| Acteur           | Personage             |
| ---------------- | --------------------- |
| Burt Reynolds    | Jack Rhodes           |
| Lesley-Anne Down | Gillian Bromley       |
| David Niven      | Cyril Willis          |
| Timothy West     | Nigel Lawton          |
| Patrick Magee    | Ernst Mueller         |
| Al Matthews      | Ferguson              |
| Susan Littler    | Sheila                |
| Joss Ackland     | Inspecteur Vanderveld |
| Isabel Dean      | Mevrouw Willis        |
| Wolf Kahler      | De Gooyer             |
| Andrew Ray       | Pilbrow               |
| Julian Holloway  | Ronnie Taylor         |
| Douglas Wilmer   | Maxwell Levy          |
| Geoffrey Russell | Tobin                 |
| Ronald Hines     | Kapitein Small        |